# داویت آصلانیان
داویت آصلانیان (ارمنی: Դավիդ Ասլանյան زاده ۱۵ دسامبر ۱۹۹۵) بازیکن فوتسال در پست مهاجم اهل ارمنستان است.

## باشگاهی
از باشگاه‌هایی که در آن بازی کرده‌است می‌توان به باشگاه فوتسال گومل اشاره کرد.

## تیم ملی
وی همچنین در تیم ملی فوتسال ارمنستان بازی کرده‌است. 